# Kanat de Maragha
El Kanat de Maragha (també Maraga, Maraqa o Maragheh) fou un estat semi-independent a l'Azerbaidjan persa al segle XVIII, que va existir entre 1610 i 1925. Vorejava al nord amb el Kanat de Tabriz, a l'oest amb el Kanat d'Urmia; i a l'est amb el Kanat d'Ardabil.

## Capital
La capital va ser la ciutat de Maragha, una antiga ciutat (el temps exacte de la seva fundació no s'ha establert però quan James Maurier va visitar la ciutat el 1813, va observar que a l'Iran es considerava com una de les ciutats més antigues). Se sap que al segle VII va ser conquerida pels àrabs, a partir del segle VIII, va ser governat pels rawàdides com virreis teòrics dels califes, i al segle XI Maragha va ser conquerida pels seljúcides. La ciutat va ser la capital dels emirs de la branca Aksunkúrida, i per un curt període en el segle XIII la capital de l'Imperi Mongol d'Hulagu. El 1221 la ciutat va ser ocupada pels mongols, i al maig de 1225 Maragha es va rendir sense lluitar al xa de Coràsmia Jalal al-Din Manguberti. En 1259, sota la direcció del científic persa Nasir al-Din al-Tusi es va iniciar la construcció a Maragha del que es va convertir en el major observatori astronòmic del seu temps.

## Fonaments del kanat
Al segle XVI Maragha va ser governada per hakims de la tribu ustadzhlu. En la dècada de 1580 durant la guerra turc-iraniana una tribu kurda (els mukri), aliada del sultà otomà Murad III, va capturar Maragha. Shah Abbas I va recuperar el poder sobre l'Azerbaidjan del dud, i el 1610 va destruir tota la tribu mukri per desobediència. El xah va donar Maragha com a possessió hereditària al seu aliat, l'Aga Khan, líder de la tribu Muqqadam de l'Azerbaidjan. La tribu Muqaddam era anteriorment part de la unió de tribus oghuz al Karabakh. Se sap que durant el trasllat de la tribu Muqaddam Karabagh a Maragha va ser acompanyada per moltes famílies de les altres tribus oghuz. A finals de la dècada de 1620 unes deu mil famílies de la tribu Muqaddam van arribar a Maragha. El 1621, a l'Aga Khan, a canvi de proporcionar un miler de soldats a Shah Abbas, se li va concedir el privilegi de romandre a l'Azerbaidjan amb dret a recaptar els impostos.

## Sota la dinastia safàvida
Zacaries Akulissky, que estava a Maragha en la segona meitat del segle XVII va escriure: «El 18 de desembre de 1678 vaig anar de Tabriz a Maragha. El kan de Maragha Hussein Khan era el fill d' Aga Khan; estava casat amb la filla del visir Mirza Adil Bey Ibrahim. Aquest país des de l'antiguitat era molt fèrtil; hi creixia excel·lent arròs amb qualitat més alta de l'Índia i s'exporten a les Espanyes. En aquest país creix un bon cotó, el tabac és abundant, hi ha una gran quantitat de panses. La població d'aquest país va a l'estiu a Sahandag on hi ha quatre rius tots els quals inferiors al Araks. A la sortida de Tabriz dirigint-me cap al sud i vaig arribar al districte a l'est de Maragha. El llac queda a la dreta. És un gran llac sobre el qual destaca la gran muntanya. L'aigua és salada, i no hi ha peixos. Vora de l'aigua el terreny és pantanós, cobert de canyes denses i sorrenca, cap persona no pot acostar-se a l'aigua. A un costat del llac es troba Urmia, i de l'altra Tabriz i Maragha. Les dimensions d'aquest llac és tal que muntant un cavall tot just és possible donar la volta en 10 dies».
El 1725, les tropes otomanes van reconquerir Maragha que fou governada per Abd-al-Aziz Pasha, que va dividir el kanat en 5 sanjaks. En 1729, Nadir Shah va derrotar l'exèrcit dels otomans i Maragha va tornar sota l'autoritat dels kans tribals Muqaddam.

## Període de Nadir Xah i anys posteriors a la seva mort
Segons la majoria de les fonts, en aquest període a Maragha governava Muqaddam Mohammed Khan, que el 1738 va participar en la campanya de Nadir Shah a l'Índia i va dirigir el centre de les tropes de Nadir Shah a la batalla de Karpale. Segons la sociòloga professora Delvechio es van estudiar els aspectes socials de l'existència del kanat de Maragha, en la campanya índia de Nadir Shah amb l'exèrcit de Maragha sota Muqaddam Ali Khan, pare d'Ahmed Khan.
Després de la mort de Nadir Shah el 1747 al sud de l'Azerbaidjan va esdevenir teatre de guerra per la supremacia entre les diferents tribus. Alternativament capturada per Azad Khan Afgan, un dels ex generals de Nadir Shah, i per Muhammad Hassan Khan Qajar, més tard mort en 1759 en una batalla amb Karim Khan Zand al Mazandaran; a continuació pel Khan d'Urmia Fatali Khan Afxar, que finalment derrotat, l'exèrcit d'Azad Khan va tornar a Maragha, i, finalment, el 1762, Karim Khan Zand, va arribar amb les seves tropes a l'Azerbaidjan. Se sap que el 1765 Mohammed Khan va acompanyar a Karim Khan en un viatge a Shiraz.

## Kanat independent
En els anys 1770-1790 del segle XVIII molts dels kanats de l'Azerbaidjan del sud van estar sotmesos formalment al kan Ibrahim Khalil de Karabakh. Es fa notar que, de fet, el control d'Ibrahim Khan sobre el kanat de Maragha era insignificant.
Aquest mig segle de la independència de l'Azerbaidjan es va caracteritzar per un cisma polític profund i lluites internes. En paraules de Tadeusz Swietochowski, molts kanats de l'Azerbaidjan, incloent-hi Maragha, en aquest període eren una còpia en miniatura de la monarquia persa.
Al final del XVIII i principis del segle XIX sobre la major part dels kanats de l'Azerbaidjan es va establir el domini de la tribu Qajar en aliança amb altres tribus, incloent els Muqaddam

## Vassall de la dinastia Qajar
Les tribus nòmades i seminòmades del període van consistir en clans i persones individuals. Els líders de les tribus nòmades i semi-nòmades que tradicionalment s'han dedicat principalment en matèria militar (incloent les incursions), així com la protecció de la seva tribu dels veïns. Per raons de seguretat, per mantenir a l'exèrcit en les proximitats de les seves capitals, els líders animaven la transició nòmada a l'agricultura sedentària. El líder de la tribu va enllaçar amb èxit els clans i les famílies de les altres tribus. Si el cap de la tribu moria en batalla o de mort natural, el seu lloc era ocupat pel líder més fort, independentment de a qui estava succeint. En alguns casos, un líder fort de la tribu es convertia en el fundador de la dinastia que governava la tribu durant dècades. Per exemple, Ahmed Khan Muqaddam, fill d'Ali Khan, considerat el fundador de la dinastia Muqaddam d'Azerbaidjan, el nom prové del nom de la seva tribu. Durant el regnat de Fath Ali Shah de Pèrsia (1797-1834), Ahmad Khan es va convertir en beglerbegi d'Azerbaidjan (segons algunes fonts, només era Beglerbegi de Tabriz i Maragha). A finals de la dècada de 1790, Ahmed Khan va participar en la repressió de la revolta de Jafar Quli Khan al Caucas.
El 1813 Morières va descriure a Ahmed Khan com un ric governant de Maragha, que també tenia llar a Tabriz, on l'ambaixador britànic i els seus acompanyants es van quedar durant la seva visita al príncep Abbas Mirza: "L'endemà de la nostra arribada a Maragha, l'ambaixador britànic per expressar l'hospitalitat al seu hoste va visitar Ahmed Khan, que acabava de tornar d'una campanya contra els kurds. Aquest governant - un d'aquells personatges que són comuns a l'Orient, les accions del qual són una demostració del que es descriu en els llibres sagrats sobre com viuen i es comporten els Patriarques... Tot i que és d'uns 90 anys, irradia salut i activitat. Té la barba completament blanca i la seva roba era tot just diferent de les dels seus pastors. Alhora, sabem que té una gran riquesa ... És un dels més grans ancians iranians, i se li diu "barba blanca".
Quatre generacions de descendents directes d'Ahmed Khan van governar el kanat de Maragha fins al 1925 i es van distingir per la lleialtat i la relació especial amb els xahs de la dinastia Qajar. Aquesta lleialtat els va permetre mantenir la seva autonomia política sense interferència del tron. La independència dels governants provincials, com Muqaddam, demostra la debilitat de la dinastia Qajar, que necessitava el suport de l'elit provincial i pràcticament no tenia cap control sobre ells, el que contrasta fortament amb la Pahlavi, que la va substituir. El poder dels Muqaddam derivava en gran manera de la seva força militar considerable. Muqaddam va dur a terme de forma independent campanyes militars freqüents contra tribus kurdes que amenaçaven els seus territoris. La tribu Muqaddam va ser una de les tribus més prominents de l'Azerbaidjan, juntament amb les tribus Dumbuli, Afshar a Urmia, Javanshir a la Regió del Karabakh, Shaghaghi i Shahsevanov a Zanjan i Ardabil i Garadagh a Ahar. En diferents períodes els Muqaddam també s'estenien a Tabriz, Ardabil, Urmia i Zanjan.
Durant la Guerra Russo-persa de 1826-1828 Maragha va ser ocupada breument pel 17è regiment de dragons de Nizhny Novgorod de l'exèrcit rus el gener de 1828. No obstant això, les tropes russes van abandonar l'Azerbaidjan del sud després de signar el Tractat de Turkmenchay.

## Període constitucionalista fins als Pahlavi
Els anys de la revolució constitucional a Pèrsia van ser el primer signe de l'erosió del poder patrimonial dels Muqaddam. Samad Khan Shuj al Dawla Muqaddam va heretar el poder del seu pare Iskender Khan a la fi dels anys 1880 del segle xix i va governar fins a 1914. El període del seu regnat va ser difícil a causa de les freqüents incursions de les tribus kurdes i àzeris, així com la invasió de les tropes russes i turques. Samad Khan estava constantment ocupat en la seguretat del kanat. També va ser un període de malestar social associat amb la difusió de les idees del constitucionalisme i parlamentarisme en els estrats més intel·lectual i políticament actiu de la societat qajar. Samad Khan va tractar de suprimir ràpidament un moviment d'aquest tipus en el Kanat de Maragha. En Maragha els constitucionalistes foren en la seva major part dispersats i els seus dirigents detinguts.
Samad Khan considera el moviment constitucional com una amenaça per a si mateixos, la seva autonomia i la seva relació especial amb el xahs de la dinastia Qajar. En 1907-1909 Samad Khan va aïllar completament el kanat de Maragha de la influència dels constitucionalistes. Quan el 1907 els constitucionalistes van tractar d'obrir a Maragha una "nova" escola (diferent de les escoles religioses tradicionals), el Khan immediatament la va tancar i va fer detenir als fundadors. En les seves activitats anticonstitucionalistes Samad Khan va comptar amb el suport de Mohammed Ali Shah. El juny de 1908 el bombardeig per part del xah del Majlis nacional va conduir a la Guerra Civil, en la qual els partidaris del govern del xah van atacar als constitucionalistes en tot el territori de l'Iran. Samad Khan va assetjar Tabriz, que estava en mans dels constitucionalistes, i va estar a punt d'entrar a la ciutat, però es va veure obligat a retirar-se quan la ciutat de Maragha i Binab, els principals centres de les seves possessions van ser capturats pels constitucionalistes. Al febrer de 1909 Samad Khan novament assetjava Tabriz, el que va portar a la fam entre els habitants de la ciutat.
Les tropes de Samad Khan, juntament amb les forces de Rahim Khan (el líder de la tribu Shahsevan) a la primavera de 1909 van ocupar totes les zones dels voltants de la ciutat. A l'abril els constitucionalistes van acordar negociar, però a finals d'abril, el setge va ser aixecat per les tropes russes que es van apoderar de Tabriz pel motiu expressat oficialment "d'alleujar el patiment dels ciutadans estrangers". Les tropes russes van desarmar als constitucionalistes i van establir el control sobre la ciutat. Samad Khan va mantenir estrets vincles amb les tropes russes, i, pel que sembla, va seguir supervisant les àrees al voltant de Tabriz.
El segon període parlamentari (1909-1911) no va tenir pràcticament cap efecte sobre l'Azerbaidjan del Sud a causa de la negativa a reconèixer als kans per part del govern central de Teheran i la presència de tropes russes al nord de Pèrsia. El juliol de 1911, Mohammed Ali Shah va tornar a l'Iran, amb el suport de les tropes russes va tractar de recuperar el seu tron i enderrocar als constitucionalistes. Samad Khan va oferir les seves tropes al xah i, unit amb les forces del germà del Shah, Salar ud-Daleha, governador de Hamadan, van atacar als constitucionalistes. No obstant això, Mohammed Ali Shah va fallar i l'octubre de 1911 era forçat a sortir de l'Iran. Mentrestant, les tropes russes sota el pretext de restablir l'ordre, es va fer càrrec de tot l'Azerbaidjan del Sud. A Samad Khan se li va oferir el càrrec de governador general de l'Azerbaidjan, on va estar del 1911 al 1914. Durant el seu regnat a Tabriz, va ignorar completament el govern de Teheran, i als funcionaris de Teheran que el volien "intimidar i expulsar".
Vladimir Shouf, rus poeta i corresponsal de guerra, va descriure a Samad Khan el 1912 en la seva correspondència: "La història de Samad Khan és molt curiosa. El governant de Maragha, i ara de tot el Azerbaidjan, era tant lladre com tots els cavallers i barons feudals de l'Edat Mitjana. En el cap, al front, té una profunda cicatriu d'un cop de sabre que Samad Khan oculta acuradament sota la gorra persa. Imagineu un típic ataman cosac Zaporoge, o a Taras Bulba i veureu a Samad Khan. El llarg bigoti gris, les faccions i el nas aguilenc. No tenia barba. Sota el bigoti jugava un somriure, però els seus ulls, orgullosos i imperiosos, brillaven amenaçadors. Aquesta mirada d'àguila la tenia quan el vaig saludar. "
En 1914, Samad Khan va anar a Moscou per al tractament del càncer, però va morir allà, i el seu cos va ser retornat a Maragha. Com Samad Khan no tenia fills, el següent administrador del kanat fou el seu nebot Iskandar Khan Sardar Muqaddam Nasser, que estava casat amb una princesa qajar. Iskandar Khan ja va substituir Samad Khan a Maragha del 1911 al 1914, mentre que l'últim va ser a Tabriz (i a Rússia) conduint el Azerbaidjan del sud. El regnat d'Iskandar Khan va durar fins a 1925.
Des de 1925, en relació amb les reformes establertes a l'arribada al poder de Reza Shah Pahlavi, les institucions polítiques i administratives autònomes van ser abolides i reemplaçades per l'estructura burocràtica del govern central. Els kans Mukaddam van perdre el poder a Maragha. Es van reorganitzar completament els sistemes polítics, militars i judicials. Cal assenyalar que els Muqaddam van recolzar Reza Shah en la lluita contra les tribus recalcitrants i l'últim dels kans de Maragha, Iskander Khan Sardar Nasser (besnet d'Ahmed Khan), així com altres membres de la dinastia, van tenir altes posicions polítiques, administratives i militars en l'estructura dels xahs Pahlavis.

## Khans
- Aga Khan 1620-?
- Husayn Khan vers 1678
- Successor/s desconegut/s ?-1725
- Abd-al-Aziz Pasha (beglerbegi de Turquia) 1725-1729
- Muqaddam Mohammed Khan 1729- > 1765
- Ali Khan ? - 1799 (Haji Ali Muhammad)
- Ahmed Khan 1799 - 1816
- Jafar Khan 1816-?
- Iskandar Khan I ?-1888
- Samad Khan 1888-1914
- Iskandar Khan II 1914-1925